# Vespers (Matthews)
De Vespers van de Britse componist David Matthews kwamen pas na twee jaar werken tot stand. In juli 1993 had Matthews de Dom van Keulen bezocht en voelde inspiratie komen voor een religieus werk. Matthews voelde zich niet geroepen om een puur religieus werk te componeren, hij voelde zich daar onmachtig toe. Om dat voor elkaar te krijgen schrapte hij al te religieuze teksten en voegde drie tekst van Rainer Maria Rilke toe. 
Het leverde een werk op dat voldoet aan de Klassieke muziek van de 20e eeuw in een traditioneel genre. Matthews gebruikte het om te voldoen aan een opdracht, die hij van diverse instanties kreeg voor de (vroege) herdenking van de 100-jarige geboortedag van Brits muziekicoon Malcolm Sargent. Matthews schreef het werk zo, dat ook goed uitgeruste amateurgezelschappen het werk kunnen uitvoeren.
De vespers van Matthews bestaat uit zeven delen en zijn in het Engels en Latijn:
1. The light shouts in your tree-top (tekst Rilke) voor koor en orkest
2. Alma redemptoris mater voor orkest en a-capellakoor
3. If only there were stillness (tekst Rilke) voor mezzosopraan solo
4. Laudate pueri voor tuti
5. Pulchra es voor mezzosopraan en tenor
6. Magnificat voor tuti
7. All will grow great and powerful again (tekst Rilke) voor koor en orkest

De nadruk qua lengte in de verdeling ligt bij deel 2
De instrumentatie voor dit werk is groots aangepakt:
- mezzosopraan, tenor
- gemengd koor
- 3 dwarsfluiten (II en III ook piccolo), 2 hobo’s, 1 althobo, 3 klarinetten (III ook basklarinet), 3 fagotten (III ook contrafagot)
- 4 hoorns, 3 trompetten, 3 trombones, 1 tuba
- pauken, 2 man/vrouw percussie, 1 piano/celesta, eventueel orgel, harp
- minimale strijkersbezetting: 10 eerste violen, 8 tweede violen, 6 altviolen, 6 celli en 4 contrabassen

De première was weggelegd voor het Jane Glover, Jean Rigby met de Huddersfield Choral Society, begeleid door het English Northern Philharmonic Orchestra onder leiding van Martyn Hill. Het koor uit Huddersfield was een van de opdrachtgevers. Het concert vond plaats in het stadhuis van Huddersfield op 24 maart 1995